# J. Bernlef

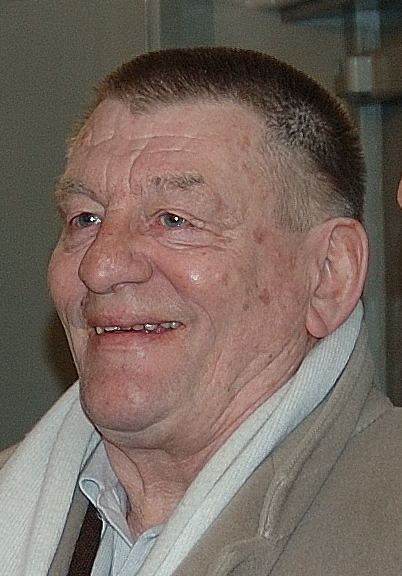
J. Bernlef (2008)

J. Bernlef (eigentlich Hendrik Jan Marsman; * 14. Januar 1937 in Sint Pancras; † 29. Oktober 2012 in Amsterdam) war ein niederländischer Schriftsteller, der in seiner Lyrik und Prosa vor allem der Frage nachging, „inwieweit sich subjektives und objektives Erleben, Erinnern und Vergessen, Beobachtung und Wahrnehmung in Sprache fassen lässt.“ Mit seinem Roman Hersenschimmen (Hirngespinste) von 1984, der die innere Erfahrungswelt eines Alzheimerkranken zu schildern versucht, wurde Bernlef auch in Deutschland bekannt. Der Roman wurde 1988 verfilmt, später zudem für die Bühne bearbeitet.

## Leben
Bernlef wurde 1937 in Sint Pancras, einem Dorf nördlich von Alkmaar, in den Niederlanden geboren und wuchs mit einigen Unterbrechungen in Amsterdam auf, wo er bis zu seinem Lebensende lebte. Nach dem Abitur (1955) arbeitete er in einer Buchhandlung und leistete von 1956 bis 1958 den Militärdienst ab. In dieser Zeit wurden erste Gedichte Bernlefs in Zeitschriften veröffentlicht. In die Jahre 1958 und 1959 fallen längere Aufenthalte in Schweden, wo er als Gelegenheitsarbeiter seinen Lebensunterhalt verdiente, aber auch ernsthaft mit dem Schreiben begann. Von 1960 bis 1964 bei einer Buchimportfirma tätig, arbeitete Bernlef seitdem als freier Schriftsteller und Übersetzer. Aus dem Schwedischen übersetzte Bernlef unter anderem Lars Gustafsson, Per Olof Sundman und Tomas Tranströmer sowie aus dem Amerikanischen Elizabeth Bishop und Marianne Moore. Neben Sprache interessierte sich Bernlef leidenschaftlich für Jazzmusik – worüber er ebenfalls einige Bücher veröffentlicht hat. Er starb im Alter von 75 Jahren in seinem Wohnort Amsterdam.

## Werke

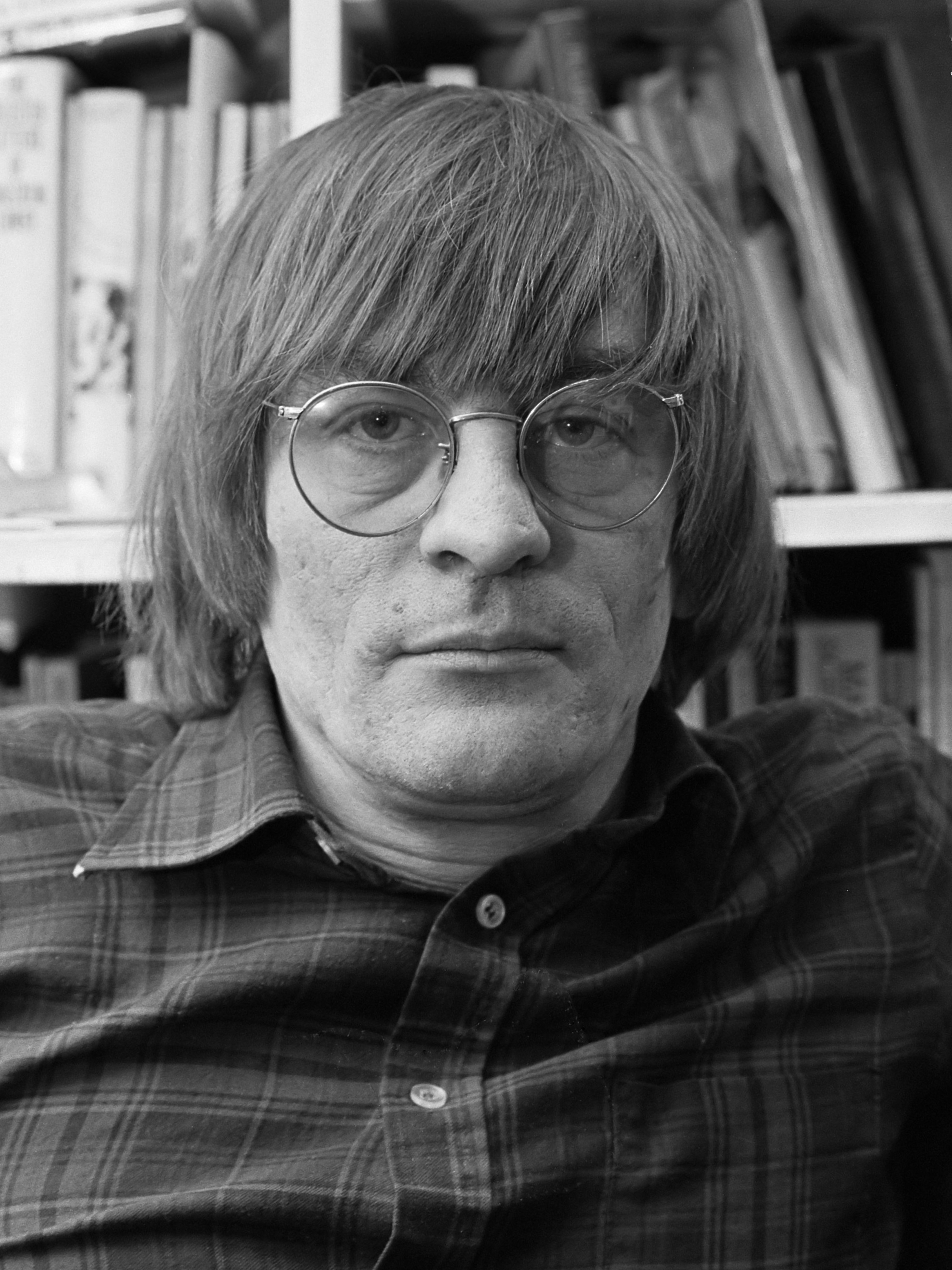
J. Bernlef (1979)

- Kokkels (Herzmuscheln), Gedichte, 1960
- Stenen spoelen (Steine waschen), Erzählungen, 1960
- Dit verheugd verval, 1963
- Achterhoedegevecht, Roman, 1965
- Paspoort in duplo (Doppelter Paß), Roman, 1966
- Sneeuw (Schnee), Roman, 1973
- Meeuwen (Möwen), Roman, 1975
- Analogie und Ironie. Über Octavio Paz, Aufsatz, 1976
- De man in het midden (Der Mann in der Mitte), Roman, 1976
- Onder ijsbergen Roman, 1981 (dt. Zwischen Eisbergen. Übersetzt von Helga van Beuningen, Suhrkamp, Frankfurt am Main 1993, ISBN 3-518-11694-0).
- Hersenschimmen. Roman, 1984 (dt. Hirngespinste. Übersetzt von Maria Csollány, Piper, München/Zürich 1989, ISBN 3-492-10963-2; zuletzt als Bis es wieder hell wird. Übersetzt von Maria Csollány, Nagel & Kimche, München 2007, ISBN 978-3-312-00395-2).
- Publiek geheim (Öffentliches Geheimnis), Roman, 1987
- Vallende ster (Fallender Stern), Roman, 1989
- Ontroeringen (Gefühle), Essays, 1991
- De witte stad (Die weiße Stadt), Roman, 1992
- Niemand wint (Keiner gewinnt), Gedichte, 1992
- Eclips, Roman, 1993
- Schiet niet op de pianist. Over jazz, Essays, 1993
- Vreemde wil, Gedichte, 1994
- Alfabet op de rug gezien. Poëzievertalingen, Poetische Übersetzungen, 1995
- Cellojaren (Cellojahre), Erzählungen, 1995
- Achter de rug, Gedichte 1960–1990, 1997
- Verloren zoon (Verlorener Sohn), Roman, 1997
- De losse pols (Die Manschette), Essays, 1998
- Aambeeld (Amboss), Gedichte, 1998
- Meneer Toto – tolk (Herr Toto – Interpretation), Prosa 1999
- Haalt de jazz de eenentwintigste eeuw?, Essays, 1999
- Boy, Roman, 2000
- Bernlefs Beste volgens Bernlef, 2000
- Bagatellen voor een landschap, Gedichte, 2001
- Tegenliggers. Portretten en ontmoetingen (Gegenverkehr. Portraits und Begegnungen), 2001
- Verbroken zwijgen, Erzählungen, 2002
- Buiten is het maandag (Draußen ist Montag), Roman, 2003
- Kiezel en traan, Gedichte, 2004
- Een jongensoorlog (Krieg eines Jungen), Roman, 2005
- De onzichtbare jongen (Der unsichtbare Junge), Roman, 2005
- Hoe van de trap te vallen, Jazzgeschichten, 2006
- Op slot (Gesperrt), Roman, 2007
- Het begin van tranen (Der Beginn der Tränen), Erzählungen, 2008
- Dwaalwegen (Wanderwege), Gedichte, 2008
- De pianoman, Novelle, 2008  (Boekenweekgeschenk, 2008)
- De rode droom (Der rote Traum), Roman, 2009

## Auszeichnungen
- 1962: Poesiepreis der Stadt Amsterdam für den Gedichtband Morene
- 1964: Poesiepreis der Stadt Amsterdam für En dode hagedis
- 1964: Lucy B. en C.W. van der Hoogtprijs für Dit verheugd verval
- 1977: F. Bordewijkpreis für De man in het midden
- 1984: Constantijn Huygensprijs für das Gesamtwerk
- 1987: AKO-Literaturpreis für Publiek geheim
- 1989: Diepzeeprijs für Hersenschimmen
- 1994: P.C.-Hooft-Preis für das poetische Werk